# Ftalaat

Structuurformule van ftalaten.

Ftalaten zijn esters of zouten van ftaalzuur (1,2-benzeendicarbonzuur) en diverse alcoholen, zoals bis(2-ethylhexyl)ftalaat (DEHP, of triviaal DOP), dibutylftalaat (DBP) en benzylbutylftalaat (BBP).
Ftalaten worden onder meer gebruikt bij het vervaardigen van drukinkten, lijmen, geparfumeerde producten en parfums, en als weekmakers voor plastics, zoals pvc.

## Structuur en eigenschappen
Ftalaten (C8H4O4 R R') zijn kleurloze, geurloze viskeuze vloeistoffen, gebaseerd op esters van ftaalzuur. De vorming van ftalaten berust op een meerstapsmechanimse: naftaleen wordt onder invloed van een katalytische oxidatie met vanadium(V)oxide (V2O5) tot ftaalzuuranhydride omgevormd. Dit wordt gehydrolyseerd waarbij ftaalzuur gevormd wordt.  Vervolgens verkrijgt men, via een veresteringsreactie met twee al dan niet vertakte (mono-)alcoholen, het ftalaat.

## Toepassingen
Ftalaten worden onder meer gebruikt als coatingsmateriaal van farmaceutische producten. Het geeft de pillen een mooie glans. Ook worden ze gebruikt als weekmaker in pvc. Di-ethylftalaat wordt wel gebruikt als oplosmiddel voor natuurlijke harsen en bepaalde synthetische geurstoffen. In oplossing zijn deze geurstoffen eenvoudiger te doseren.

### Weekmaker in pvc
De werking van ftalaten berust op de grootte ervan. In vergelijking met polymeren zijn ftalaten klein. Daardoor bewegen ze interstitieel in de polymeerketens van plastics. Deze beweging gebeurt in alle richtingen, dus ook naar de ‘oppervlakte’. Daardoor – na verloop van tijd – verdwijnt een deel van de ftalaten in het milieu. Daaraan zijn twee nadelen verbonden:
1. De eigenschappen van pvc worden nadelig beïnvloed (flexibiliteit)
2. De ftalaten worden niet voldoende afgebroken en kunnen in de voedselketen terechtkomen

Er bestaat een alternatief voor ftalaten als weekmaker. Daartoe wordt isosorbide-bis(2-ethylhexanoaat) gebruikt. Omdat die stof ook twee spiegelende esters heeft – in ftaalzuur ten opzichte van een imaginaire scheidingslijn, in isosorbide-bis(2-ethylhexanoaat) ten opzichte van de gekoppelde vijfringen – heeft isosorbide-bis(2-ethylhexanoaat) ook weekmakende eigenschappen. Het wordt gemaakt op basis van ‘hernieuwbare’ grondstoffen, in plaats van uit aardolie en diens afgeleiden (naftaleen als grondstof voor ftaalzuur), zoals suikerriet. Net daarom wordt glucose gehydrogeneerd tot sorbitol, een proces waarbij de vijfring uit elkaar getrokken wordt tot een n-keten. Na protonering en onttrekken van 2 watermoleculen wordt er isosorbide gevormd. Daartoe vormen koolstof 1 en 4 een binding, net als koolstof 6 en 4 (het molecuul is volledig symmetrisch). Via een eenvoudig veresteringsproces wordt isosorbide-bis(2-ethylhexanoaat) gevormd. Een carbonzuur (5-ethyl-hexaanzuur) wordt links en rechts toegevoegd waarbij iedere hydroxidegroep van de carbonzuren samen met één proton van het isosorbide één water vormen en de ester ontstaat.

## Toxicologie en veiligheid
In juli 2004 maakte een Duitse consumentenorganisatie bekend dat de plastic draden van de rage scoubidou 30 tot 35% weekmakers of ftalaten bevatten. De  Nederlandse Voedsel- en Warenautoriteit (NVWA) stelde daarop een onderzoek in. In augustus 2004 meldden zij dat scoubidoutouwtjes niet schadelijk zijn voor de gezondheid.
Er is zeer veel onderzoek gedaan naar de schadelijkheid van de diverse ftalaten.
Onderzoek, gepubliceerd in mei 2005, geeft een sterke indicatie dat het gebruik van weekmakers leidt tot genitale abnormaliteiten bij jongens. Onderzocht werden van moeders-in-verwachting bij wie in de urine toegenomen hoeveelheden ftalaten waren gemeten. Daarbij ging het om mono-ethylftalaat, mono-n-butylftalaat, mono-benzylftalaat en mono-isobutylftalaat. Bij de zonen die ze baarden werden vaker abnormaliteiten in de genitale ontwikkeling geconstateerd, zoals een kleinere anogenitale afstand anus-scrotum, een kleinere scrotum en penis en een toegenomen kans op niet ingedaalde testikels.
Critici zeggen echter dat wetenschappelijk onderzoeken naar het effect van ftalaten op de gezondheid tegenstrijdig zijn.
Op 29 maart 2018 publiceerde de Engelse krant The Guardian een artikel dat verwijst naar Amerikaans onderzoek over ftalaten. Uit dit onderzoek bleek dat mensen die uit eten gegaan waren in een restaurant 35% meer ftalaten in hun bloed hadden.

## Wetgeving ftalaten in speelgoed
De Europese Unie heeft een uitgebreide risicobeoordeling uitgevoerd voor het gebruik van ftalaten in speelgoed. Dit onderzoek is in 2004 afgerond. Wat betreft het gebruik in speelgoed was de conclusie dat sommige ftalaten niet gebruikt mochten worden in speelgoed en kinderverzorgingsartikelen vanwege het optreden van risico's. Drie ftalaten zijn ingedeeld als reproductietoxisch, dat wil zeggen dat ze effecten hebben op de ontwikkeling en voortplanting.
Omdat een risico ingeschat werd voor de doelgroep kinderen van 0-3 jaar door de toepassing van zes ftalaten in speelgoed en kinderverzorgingsartikelen, werd in 1999 op Europese schaal een tijdelijk verbod van drie maanden ingesteld, dat sindsdien twintig keer verlengd is. Dit verbod geldt voor het gebruik van zes ftalaten in speelgoed en kinderverzorgingsartikelen bestemd om in de mond te worden genomen.
Vanwege de uitkomsten van de Europese risicobeoordelingen en de adviezen van het Europese wetenschappelijke comité hierover, is eind 2005 een richtlijn aanvaard door de Europese Raad van ministers. In deze richtlijn wordt een verbod vastgelegd voor het gebruik van zes ftalaten in speelgoed en kinderverzorgingsartikelen.
In het Nederlands recht is dit verbod opgenomen in de Warenwetregeling algemene chemische productveiligheid. Het gebruik van drie ftalaten - DEHP, DBP en BBP - die effecten hebben op de ontwikkeling en voortplanting wordt daarmee in alle kinderspeelgoed en kinderverzorgingsartikelen beperkt tot maximaal 0,1 massaprocent van de weekgemaakte massa. Voor de drie overige ftalaten (DINP, DIDP en DNOP) geldt dezelfde beperking voor gebruik in kinderspeelgoed en kinderverzorgingsartikelen die in de mond genomen kunnen worden.
Andere ftalaten mogen vrij gebruikt worden.
In andere producten dan kinderspeelgoed en kinderverzorgingsartikelen mogen alle ftalaten zonder uitzondering vrij worden gebruikt.